# Krupá (přítok Moravy)
Krupá (německy Graupa) je levostranný přítok řeky Moravy v okrese Šumperk v Olomouckém kraji. Délka toku činí 19,4 km. Plocha povodí měří 112,5 km².

## Průběh toku
Pramení východně od Kladského sedla na hranici pohoří Králický Sněžník a Rychlebské hory ve výšce asi 945 m n. m. Záhy přibírá několik dalších zdrojnic a teče k jihu kolem dolních konců sídel Nová Seninka a Kunčice. Dále protéká přes Staré Město, pokračuje údolím spolu s železnicí, míjí dolní konec obce Chrastice a nakonec zleva ústí do řeky Moravy asi 1,5 km severozápadně od Hanušovic ve výšce přibližně 410 m n. m.

### Větší přítoky

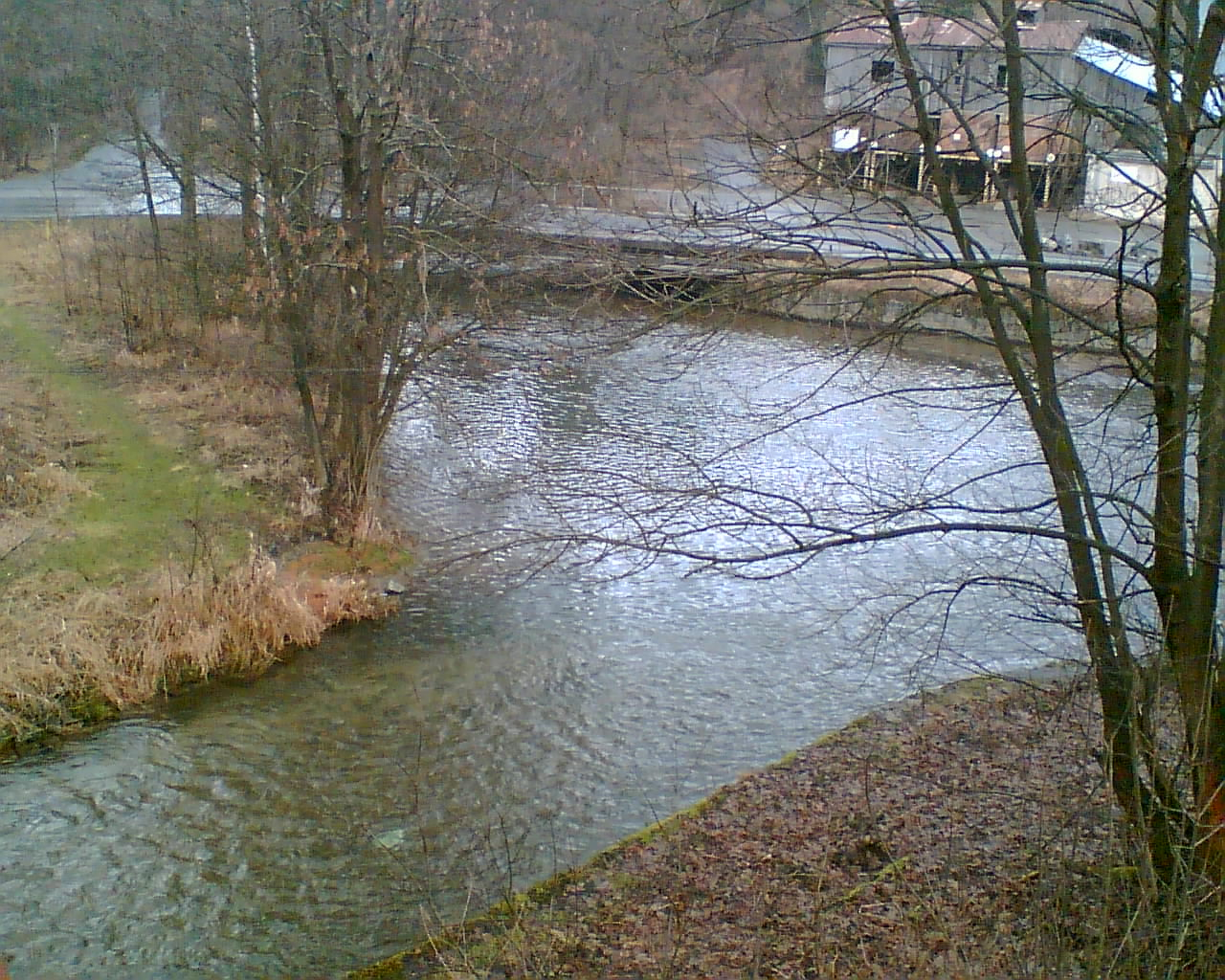
Ústí Krupé do Moravy (Morava dole)

- Zrcadlový potok, zprava, ř. km 15,9[3]
- Seninka, zprava, ř. km 15,2[4]
- Stříbrnický potok, zprava, 12,9[5]
- Kunčický potok, zleva, ř. km 12,0[6]
- Vrbenský potok, zleva, ř. km 10,1[7]
- Štěpánovský potok, zprava, ř. km 7,8[8]
- Chrastický potok, zprava, ř. km 7,7[9]
- Prudký potok, zprava, ř. km 4,4[5]

## Vodní režim
Průměrný průtok Krupé u ústí činí 2,1 m³/s. Stoletá voda zde dosahuje 99,0 m³/s.
M-denní průtoky ve Starém Městě:
| M [dní]  | Q30  | Q90  | Q180 | Q270 | Q330 | Q355 | Q364 |
| -------- | ---- | ---- | ---- | ---- | ---- | ---- | ---- |
| Q [m³/s] | 3,04 | 1,84 | 1,15 | 0,72 | 0,46 | 0,31 | 0,18 |

N-leté průtoky ve Starém Městě:
| N-leté průtoky | Q1   | Q2   | Q5   | Q10  | Q20  | Q50  | Q100 |
| -------------- | ---- | ---- | ---- | ---- | ---- | ---- | ---- |
| Q [m³/s]       | 19,0 | 27,0 | 36,0 | 45,0 | 52,0 | 60,0 | 67,0 |